# دینامیت سیاه
دینامیت سیاه (به انگلیسی: black dynamite) یک فیلم ویدئویی آمریکایی در ژانر سینمای تجارتی سیاهان کمدی و اکشن با بازی مایکل جای وایت و کارگردانی اسکات سندرز است.

## داستان فیلم
داستان این فیلم به یک افسانه آمریکایی-آفریقایی دهه‌های قبل به نام دینامیت سیاه مربوط می‌شود مردی برادر خود را به قتل می‌رساند، هروئین را در یتیم خانه‌های محلی جاسازی می‌کند و محل کلیمی‌ها را غرق در مشروبات تقلبی مالت (خوراکی) (شبیه آب جو) می‌کند، دینامیت سیاه قهرمانی است که با اراده به جنگ و مبارزه با این مرد در همه جا از خانه‌های خون آلود شهر تا کلوپ‌های رقص می‌پردازد.